# Il segreto di Nora Moran
Il segreto di Nora Moran è un film statunitense del 1933, diretto da Phil Goldstone, con John Miljan.

## Trama
Il procuratore distrettuale John Grant racconta alla sorella Edith, che vuole perseguire la donna che ha di recente scoperto essere l’amante di suo marito, senza conoscerne l’identità,  la storia di Nora Moran, che giace in quel momento nella propria cella in attesa di essere giustiziata per omicidio, e che a sua volta ricorda la sua vita trascorsa, colorandola con le proprie fantasie di condannata a morte.
Adottata, piccola orfana, da una coppia che poi perde la vita in un incidente, la giovanissima Nora persegue invano il proprio sogno di divenire una star dello spettacolo, finendo a far da spalla, in un circo, al domatore di leoni Paulino, che, dopo un anno di collaborazione, la violenta. Nora allora lascia il circo e trova impiego in un locale notturno di New York, dove conosce Dick Crawford. Fra i due nasce un sincero amore.
Dick e Nora, una sera, si trovano nell’appartamento che Dick ha preso in affitto per lei, quando ricevono la visita di Grant, che, si apprende, è il cognato di Dick. Solo allora Nora apprende che Dick è sposato, ed aspira al posto di governatore dello stato: Grant l’ha sempre sostenuto finanziariamente, in realtà per soddisfare la propria bramosia di potere, e fa notare che il venire alla luce della sua relazione illecita sarebbe uno scandalo tale da inficiare la futura carriera politica di Dick. Nora, per non essere d’intralcio all’avanzamento dell’amato Dick, inventa una storia scabrosa sulla propria vita passata, per allontanare Dick, che lascia l’appartamento. Grant offre denaro a Nora, che non lo accetta, in cambio del suo silenzio, poi esce. Sotto le finestre, intanto, passa il corteo del circo in cui Nora aveva lavorato.
Poco più avanti Nora richiama Grant nell’appartamento, dove si trova inaspettatamente il cadavere di Paulino. Secondo il racconto della giovane, Paulino, venuto a conoscenza della situazione, voleva ricattare Nora, che confessa a Grant di aver ucciso il domatore perché non diffondesse alla stampa la notizia compromettente. Grant vorrebbe denunciare Nora, ma si lascia convincere a liberarsi del cadavere e a simulare un incidente, ritenendo ciò più sicuro per i propri fini politici, per quanto totalmente contrario all’etica del proprio ufficio istituzionale.
Ma, per un caso, la stessa notte viene ritrovato il cadavere di Paulino, e Nora, unica sospettata, viene arrestata. Nel processo, presieduto ironicamente proprio da Grant, Nora ammette il proprio delitto senza mai rivelarne i moventi, e la giuria emette la condanna a morte della ragazza.
Si apprende successivamente che, nella sera dell’omicidio, appena dopo essersi allontanato, Dick era ritornato a casa di Nora, dove aveva incontrato Paulino, e l’aveva ucciso, per quanto per legittima difesa. La confessione di Nora era quindi falsa. Dick, ormai divenuto governatore, nel momento dell’esecuzione capitale, in preda anche a visioni immaginifiche di Nora, interviene telefonicamente per concedere grazia alla giovane, ma è ormai troppo tardi.